# Шлыкова-Гранатова, Татьяна Васильевна
Татьяна Васильевна Шлыкова-Гранатова (1773, Москва, Российская империя — 25 января (6 февраля) 1863, Санкт-Петербург, Российская империя) — русская танцовщица и актриса крепостного театра графов Шереметевых.

## Биография
Татьяна Васильевна Шлыкова родилась около 1773 года, вероятно, в Москве, в семье крепостных крестьян графов Шереметевых. Отец — Василий Шлыков, был оружейным при домовом арсенале графа Петра Борисовича Шереметева. Мать — Елена Шлыкова, служила при графине Варваре Алексеевне Шереметевой, урожденной княжне Черкасской. Шлыковы были записаны крестьянами села Павлово, Нижегородской губернии.
В 7 лет Татьяну Васильевну взяли на воспитание в господский дом, где обучали этикету, декламации, французскому и итальянскому языкам, музыке, пению и танцу. Её учителем был известный хореограф Шарль Ле Пик. С детства она выступала на сцене домашних театров в Кусково и Останкино. Считалась первой танцовщицей труппы крепостного театра Шереметевых. Получила псевдоним Гранатова.
Выступала перед монаршими гостями Шереметевых. Во время посещения имения Кускова императрицей Екатериной II, выступление Татьяны Васильевны так понравилось государыне, что та вызвала её к себе в ложу, дала ей поцеловать свою руку, похвалила за танец и подарила несколько червонцев.
Исполняла дивертисментные pas de deux (па-де-де) и pas de trois (па-де-труа), комедийные роли (Аннета в балете «Аннета и Любен»), драматические роли (Креуза в балете «Медея и Язон» Ж. Ж. Родольфа, Королева в балете «Инеса де Кастро» Ф. А. Буальдьё). Исполняла также оперные партии — «Самнитские браки» А. Гретри, (Юная самнитянка), «Смешной поединок» Д. Паизиелло (Кларисса).
В 1803 году получила вольную, но продолжала жить у графов Шереметевых. Татьяна Васильевна была близкой подругой графини Прасковьи Ивановны, урождённой Ковалёвой (сценический псевдонимом — Жемчугова), жены попечителя крепостного театра, графа Николая Петровича Шереметева. В 1801 году была свидетелем при их венчании в храме Симеона Столпника на Поварской. После скоропостижной смерти обоих, вырастила их сына, Дмитрия Николаевича, а затем помогала воспитывать и их внука, Сергея Дмитриевича.
Татьяна Васильевна была религиозным человеком. Она регулярно молилась на богослужениях, строго соблюдала посты (особенно Великий пост), дружила с людьми духовного звания. Не раз посещала Троице-Сергиеву пустынь под Санкт-Петербургом (ныне в черте города). Хорошо знала настоятеля этого монастыря, будущего святителя Игнатия (Брянчанинова).
Татьяна Васильева Шлыкова-Гранатова скончалась в глубокой старости, 25 января (6 февраля) 1863 года в Санкт-Петербурге. После отпевания в Симеоновской церкви была похоронена на Волковском кладбище.